# Banner (släkt)
Banner var en dansk adelsätt, utdöd 1713.

## Historia
Man känner inte ätten med säkerhet tidigare än från 1300-talet, trots att den enligt en obestyrkt sägen skulle leda sitt ursprung och sitt namn från den Timme Själlandsfar, som under Knut den stores krig i England en gång, då härens baner gått förlorat, lyfte upp en bokgren i stället och därmed samlade hären till ny strid och seger. Ättens märkligaste man var Erik Eriksen Banner.

## Släkttavla
1. Erik Nielsen Banner, länsman på Aalborghus, danskt riksråd 1438, länsman på Åhlborg 1447, och dansk riksmarsk. En gren av hans ättlingar upptog namnet Høg, där medlemmarna fortsatte att föra Bannervapnet, men senare också förde ett huvud av ett vildsvin i vapnet.
  1. Niels Eriksen til Vinstrup (död 1447), gift med Johanne Andersdatter (Panter), ibland i källor också benämnd som Johanne Andersdatter Sappi. Paret fick 14 barn.
    1. Anders Nielsen
      1. Erik Andersen
        1. Erik Eriksen Banner
          1. Anders Eriksen Banner
          2. Karen Eriksdatter
          3. Otte Banner
          4. Berete Eriksdatter
          5. Axel Banner
          6. Magdalene Banner
          7. Anne Eriksdatter

    2. Elline Nielsdatter

## Linjen Køller-Banner
13 februari 1772 blev chefen för det falsterska regementet, den tyskfödde Georg Ludvig von Køller adlad som belöning for sin roll i kuppen mot Johann Friedrich Struensee tidigare under året. I adelsbrevet från den 13 februari sägs, att kungen för Køllers "besynderlige troskab og nidkærhed" har tillåtit honom som "sært kongeligt Nådeskendetegn" att förena sin egen adelssköld med den "ældgamle danske bannerske families skjold, hjelm og våben". Han hette efter detta Georg Ludvig von Køller-Banner¨¨.